# Ослина
Ослина — упразднённая деревня в Вагайском районе Тюменской области России. Входила в состав Зареченского сельского поселения. В 2004 году исключена из учётных данных, в связи с прекращением существования.

## География
Деревня находилась в восточной части Тюменской области, в пределах подтаёжно-лесостепного района лесостепной зоны, на региональной дороге 71Н505«Вагай - Тукуз» в месте пересечения ее с безымянным ручьем (приток реки Агитка), на расстоянии примерно 1 километре (по прямой) к северо-востоку от села Домнино.

## История
До 1917 года входила в состав Черноковской волости Тобольского уезда Тобольской губернии. По данным на 1926 год деревня состояла из 40 хозяйств. В административном отношении входила в состав Домнинского сельсовета Черноковского района Тобольского округа Уральской области.

## Население
| 1989 | 2002 |
| ---- | ---- |
| 10   | ↘0   |

По данным переписи 1926 года в деревне проживало 180 человек (92 мужчины и 88 женщин), в том числе: русские составляли 100 % населения.